# Daniel Williamson
Daniel Hunter Williamson –conocido como Dan Williamson– (Auckland, 30 de marzo de 2000) es un deportista neozelandés que compite en remo. Participó en los Juegos Olímpicos de Tokio 2020, obteniendo una medalla de oro en la prueba de ocho con timonel.

## Palmarés internacional
| Juegos Olímpicos | Juegos Olímpicos | Juegos Olímpicos | Juegos Olímpicos |
| Año              | Lugar            | Medalla          | Prueba           |
| ---------------- | ---------------- | ---------------- | ---------------- |
| 2020             | Tokio (Japón)    | Medalla de oro   | Ocho con timonel |